# Куп'янський район (1923—2020)
Ку́п'янський райо́н — колишній район у східній частині Харківської області, який існував протягом 1923—2020 років і був ліквідований під час Адміністративно-територіальної реформи в Україні. Адміністративним центром було місто Куп'янськ. Територія становила 1280,3 км² або 4,1 % території області. За цим показником район перебував на 9 місці серед 27 районів області. Населення становило 25 778 (на 1 лютого 2012 року).

## Географія
Місце географічного розташування колишнього Куп'янського району — Донецький коридор, що розташований між відрогами Середньоросійської височини та Донецького кряжу. Територіально район займає крайню східну частину Харківської області.
Район межує: на півночі — з Дворічанським і Великобурлуцьким, на заході — з Шевченківським та Ізюмським, на півдні — з Борівським районами Харківської області, на сході — зі Сватівським районом Луганської області.
Території району сягають відгалуження Курської магнітної аномалії, але залізна руда залягає глибоко і має не дуже потужні пласти, тому розробка її не вигідна. Інші корисні копалини — пісок, крейда, глина.
Куп'янщина розташована в зоні лісостепу. Первинна степова рослинність не збереглася за винятком кількох трав'янистих видів (зокрема, вузьколистої півонії — воронців) в Кисловському заповіднику. Головні лісові породи дерев: дуб, липа, ясен, клен, сосна. Росте в куп'янських лісах і чагарник, що має дві назви: скумпія і парикове дерево. Це рідкісний для України вид.
Річка Оскіл розрізає Куп'янщину надвоє. Вона бере початок у Курській області, а біля Ізюму впадає в Сіверський Донець. У межах району Оскіл має такі притоки: на правобережжі — Куп'янку, Сенек (Осинову) і Синиху, на лівобережжі — Гнилицю, Лозоватку, Новоосиновку, Піщанку. Довжина Осколу в межах району — 49 кілометрів, включаючи й частину Оскільського водосховища із зоною водоохоронних лісів. Площа водоймища в цих же межах — 4232 гектари. Водне дзеркало ставків, розташованих на території району, має площу 640 га.
Адміністративним центром району є місто Куп'янськ — місто обласного підпорядкування, яке розташоване на відстані 129 км від Харкова по залізниці та 117 км по шосейній дорозі.

## Історія

### Київська Русь
Територія, на якій розташована теперішня Куп'янщина, була свідком ряду важливих історичних подій. Тутешній степ тривожили копита коней воїнів князя Ігоря, коли він йшов походом на половців. І згодом на її просторах не раз розгорялися кровопролитні битви.
1185 рік — невдалий похід Новгород-Сіверського князя Ігоря на половців. Шлях походу пролягав через землі в межах нинішнього Куп'янського району. Ті події стали приводом для створення шедевру середньовічної літератури — «Слова о полку Ігоревім».
1223 рік — поразка русів і половців у битві з татарами на річці Калці. Похід частини воїнів — союзників лежав через землі сучасної Куп'янщини.

### Козаччина
1492 рік — перше письмове свідчення про українських козаків.
Найстарішим поселенням на території, яка входить в сучасні межі району, було село Генове. Його в 1605 році заснували московські стрільці, що втекли з фортеці Цареборисової. Село перестало існувати наприкінці XIX століття.
1648 рік — початок визвольної війни проти польської шляхти українського народу під проводом Богдана Хмельницького. Поштовх до першої великої хвилі переселення українців з Правобережжя Дніпра на Слобожанщину.
1655 рік — на правому підвищеному березі Осколу осаджено (засновано) дві слободи — Куп'янськ і Пристін. Через сім років у Куп'янську побудовано першу дерев'яну церкву, освячену в ім'я Покрови Святої Богоматері.
1657 рік — смерть Богдана Хмельницького. Посилення польською шляхтою гніту над українським народом. Поштовх до другої великої хвилі переселень.
1663—1687 — «Руїна» на Правобережжі України. Поштовх до третьої хвилі переселень на Слобожанщину.
1674 рік — заснування слободи Сенькової.
1682 рік — жалування грамоти царя Московії Харківському слобідському козацькому полковнику Григорію Донцю на освоєння ще незаселених земель Дикого поля. Надання права використовувати для цього людей з уже осаджених (заснованих) слобод. Інтенсивне заселення ними, а також тими, хто тікав від «Руїни», приток Осколу: Куп'янки, Сенька, Синихи, Гнилиці, Піщаної. Приблизно цього року заснована Гусинка.
1685 рік — виділення Ізюмського слобідського козацького полку зі складу Харківського. Куп'янськ — центр сьомої сотні Ізюмського полку.

### XVIII—XIX століття
1704 рік — (за іншими даними 1711) — заснування слободи Новоосинової.
1708 рік — підпорядкування Слобідських козацьких полків  Азовській губернії Московського царства, серед них і Ізюмський полк з сотенною слободою Купецькою (нинішній Куп'янськ). Перший перепис на Слобожанщині.
Початок XVIII століття — новий спалах інтенсивного заселення краю. В 1712 році засновується слобода Смородьківка, в 1715 році — слобода Нечволодівка, 1718 — слобода Миколаївка Східна.
На Слобідській Україні існував адміністративно-територіальний поділ відповідний до Гетьманщини; Слобідщина поділялася на полки які в свою чергу поділялися на сотні. Саме в полкових і сотенних канцеляріях вирішувались насущні життєві питання.
1765 рік — за указом російської імператриці Катерини II слобідські козацькі полки як військові одиниці перетворені в гусарські, як адміністративні — в провінції, які входили до складу Слобідсько-Української губернії з центром у Харкові. Куп'янськ — центр Куп'янського комісарства Ізюмської провінції.
В 1775 році утворюються нові адмінтериторіальні одиниці — повіти. Куп'янськ — центр повіту, який ділиться на ряд волостей. На початку XX століття до складу повіту входило 18 волостей. На території, яка входить у межі сучасного району, існували волості: Гусинська, Куп'янська, Піщанська, Петропавловська, Сеньківська, Старовірівська.
1781 рік — затвердження першого герба Куп'янського з елементами Воронезького герба.
1797 рік — відновлюється Слобідсько — Українська губернія. Ліквідуються округи, відновлюються повіти, які поділяються на волості. Куп'янськ — центр повіту. Затвердження другого герба з елементами Харківського гербу.
1822 — освячення нового побудованого з цегли соборного Покровського храму.

### Визвольні змагання
Квітень 1918 року — район під українською владою до початку грудня 1918 року,
У роки визвольних змагань Куп'янський повіт — арена суворих і кровопролитних воєнних протиборств.
На початку 1920 року повіт остаточно окуповано радянськими військами.

### Радянська окупація
1923 рік — нова адмінтериторіальна реформа. За рішенням 11 сесії ВУЦВК 7-го скликання повіти ліквідовуються, замість них шляхом укрупнення створюються округи, а шляхом укрупнення волостей — райони. Куп'янськ одночасно центр округу і центр району. В округ крім Куп'янського входить ще 10 районів, а в травні 1926 року додається 11-й.
1932 рік — ліквідація округів, створення областей.

### Голодомор
У період голодомору 1932—1933 років — страшне знелюднення сіл Куп'янщини, від голоду тоді померло близько 6 тисяч людей.
Протягом 1936—1937 років у районі здійснювалися заходи по передачі землі колгоспам «у довічне користування», як значилося у прийнятій Конституції СРСР.

### Радянсько-німецька війна
24 червня 1942 — німецькі війська зайняли район. 8 липня була німці зайняли лівобережну частину району.
3 лютого 1943 року —  Куп'янськ займає радянська армія.

### Повоєнні роки
1946—1947 рр.- посуха і великий голод.
1950—1951 рр. — масове укрупнення колгоспів. Якщо в 1946 р. в районі їх було 81, то на кінець 1951 стало 36-ть.
1962 рік — адмін-управлінська реформа на селі. Створення колгоспно-радгоспних управлінь. До складу Куп'янського управління ввійшли Куп'янськ, Дворічанський і Шевченківський райони.
1965 рік — відмова від адміністративних реформ.
1970 рік — затвердження третього герба Куп'янська.

### Незалежність
1993 — 1997 рр. — реорганізація колгоспів та радгоспів у колективні сільськогосподарські підприємства (КСП), агрофірми, акціонерні товариства.
2000 рік — перетворення КСП в організаційні структури, що базуються на приватній власності, утворення фермерських господарств.
2000 рік (кінець грудня) — затвердження на спільний сесії районної і міської рад нової символіки Куп'янщини: гімну, герба, прапора.

## Адміністративний устрій
Район адміністративно-територіально поділяється на 19 сільських рад, які об'єднують 70 населених пунктів та підпорядковані Куп'янській районній раді.

## Політика
25 травня 2014 року відбулися Президентські вибори України. У межах Куп'янського району було створено 37 виборчих дільниць. Явка на виборах складала — 47,20 % (проголосували 9 748 із 20 652 виборців). Найбільшу кількість голосів отримав Михайло Добкін — 26,88 % (2 620 виборців); Петро Порошенко — 26,86 % (2 618 виборців), Юлія Тимошенко — 11,52 % (1 123 виборців), Сергій Тігіпко — 8,78 % (856 виборців). Решта кандидатів набрали меншу кількість голосів. Кількість недійсних або зіпсованих бюлетенів — 3,25 %.

## Економіка
В економічному відношенні Куп'янський район є сільськогосподарським, з розвинутим землеробством та продуктивним тваринництвом. Частка валової продукції сільського господарства в загальному обсязі виробництва району становить близько 90 %.
Загальна земельна площа району становить 128,03 тисячі гектарів. Під сільськогосподарськими угіддями перебувають 97343 гектарів, із них:
- рілля — 73845 гектарів;
- багаторічних насаджень — 2369 гектарів;
- сінокосів — 5691 гектарів;
- пасовищ — 15438 гектарів;
- лісів — 16928 гектарів.

В минулому віці у Куп'янському районі населення займалось сільським господарством, промисловість почала тільки розвиватись. На початку XXI ст. структуру виробництва в сільському господарстві на 40-50 % заповнив низько ефективний дрібнотоварний сектор — особисті селянські господарства. Після Указу Президента України «Про невідкладні заходи щодо прискорення реформування аграрного сектора економіки» від 3.12.1999 р. почалось широкомасштабне реформування колективних сільськогосподарських підприємств.
На Куп'янщині за останні роки зроблено багато: здійснено перерозподіл держвласності з передачею землі у власність громадянам і колективним сільгосппідприємствам, проведено реформування 18 колективних сільгосппідприємств та одного радгоспу, на їх базі створено 105 господарських структур ринкового типу, із них: 9 — приватних сільгосппідприємств; 2 — відкритих акціонерних товариства; 2 — закритих акціонерних товариства; 11 — товариств з обмеженою відповідальністю; 65 — фермерських господарств; 15 — інші підприємства, а також особисті селянські господарства.
Основна спеціалізація Куп'янського району в сільському господарстві — рослинництво і тваринництво. В рослинництві вирощування зернових культур, соняшнику, цукрових буряків. В тваринництві — виробництво молока, м'яса великої рогатої худоби (ВРХ), свинини, яєць. Вирощування молодняку ВРХ, свиней, птиці, овець.
Тваринницька галузь характеризується збільшенням випуску продукції. Незважаючи на зменшення поголів'я великої рогатої худоби, виробництво молока по району збільшилось на 378 тонн. Покращились і показники продуктивності сільськогосподарських тварин. Надій молока на одну корову становить 787 кг, що на 266 кг більше минулого року. Добові прирости великої рогатої худоби становлять 413 г., свиней 238 г., що більше відповідного періоду минулого року на 114 та 90 гг.
Впродовж останніх трьох років активізувалась діяльність кредитних спілок (в районі їх 6). Загальний обсяг виданих ними кредитів за 2004 рік перевищив 3,6 млн грн. Кредитні спілки стали джерелом кредитних ресурсів для особистих селянських господарств.
Динаміка розвитку підприємництва протягом останніх років свідчить про стійке кількісне зростання, як суб'єктів малого підприємництва, так і працюючих у цьому секторі економіки. Посилюються позитивні зміни в структурі малих підприємств за видами економічної діяльності. Якщо в 2002 році частка підприємств, які займалися торгівлею становила 72 %, в 2003 році — 65 %, то в поточному році близько 60 %. Зростає кількість підприємств та підприємців, що займаються вирощуванням сільськогосподарської продукції та наданням послуг з автоперевезень. Населенню надаються окремі види індивідуальних послуг, яких раніше на території району не було: фото-послуги, індивідуальна збірка, ремонт та виготовлення меблів, ремонт автомобілів, устаткування сантехніки та інше.

## Транспорт
Територія району насичена залізничними коліями і автомобільними шляхами. Від Куп'янського залізничного вузла колії розходяться в п'яти напрямках: Куп'янськ — Вовчанськ, Куп'янськ — Харків, Куп'янськ — Валуйки, Куп'янськ — Сватове, Куп'янськ — Славяногорськ.
Із 428 кілометрів автодоріг загального користування 398 км мають тверде покриття. Загальна протяжність газопроводів у районі становить 311 км. В тому числі високого тиску — 140 км, середнього тиску — 25 км, низького — 146. З 70-ти населених пунктів газифіковано 25.

## Населення
Розподіл населення за віком та статтю (2001):
| Стать | Всього | До 15 років | 15-24 | 25-44 | 45-64 | 65-85 | Понад 85 |
| --- | ------ | ----------- | ----- | ----- | ----- | ----- | -------- |
| Чоловіки | 13 854 | 2453        | 1852  | 4069  | 3838  | 1565  | 77       |
| Жінки | 16 005 | 2415        | 1719  | 3877  | 4478  | 3110  | 406      |
| \| Статево-вікова піраміда \| Статево-вікова піраміда \| Статево-вікова піраміда \| \| ----------------------- \| ----------------------- \| ----------------------- \| \| Чоловіки \| Вік \| Жінки \| \| 77 \| 85 + \| 406 \| \| 95 \| 80-84 \| 380 \| \| 303 \| 75-79 \| 918 \| \| 613 \| 70-74 \| 1052 \| \| 554 \| 65-69 \| 760 \| \| 1205 \| 60-64 \| 1538 \| \| 601 \| 55-59 \| 757 \| \| 1008 \| 50-54 \| 1116 \| \| 1024 \| 45-49 \| 1067 \| \| 1098 \| 40-44 \| 1048 \| \| 1059 \| 35-39 \| 964 \| \| 976 \| 30-34 \| 884 \| \| 936 \| 25-29 \| 981 \| \| 936 \| 20-24 \| 838 \| \| 916 \| 15-20 \| 881 \| \| 1078 \| 10-14 \| 1052 \| \| 792 \| 5-9 \| 791 \| \| 583 \| 0-4 \| 572 \| |        |             |       |       |       |       |          |
| Статево-вікова піраміда |        |             |       |       |       |       |          |
| Чоловіки | Вік    | Жінки       |       |       |       |       |          |
| 77 | 85 +   | 406         |       |       |       |       |          |
| 95 | 80-84  | 380         |       |       |       |       |          |
| 303 | 75-79  | 918         |       |       |       |       |          |
| 613 | 70-74  | 1052        |       |       |       |       |          |
| 554 | 65-69  | 760         |       |       |       |       |          |
| 1205 | 60-64  | 1538        |       |       |       |       |          |
| 601 | 55-59  | 757         |       |       |       |       |          |
| 1008 | 50-54  | 1116        |       |       |       |       |          |
| 1024 | 45-49  | 1067        |       |       |       |       |          |
| 1098 | 40-44  | 1048        |       |       |       |       |          |
| 1059 | 35-39  | 964         |       |       |       |       |          |
| 976 | 30-34  | 884         |       |       |       |       |          |
| 936 | 25-29  | 981         |       |       |       |       |          |
| 936 | 20-24  | 838         |       |       |       |       |          |
| 916 | 15-20  | 881         |       |       |       |       |          |
| 1078 | 10-14  | 1052        |       |       |       |       |          |
| 792 | 5-9    | 791         |       |       |       |       |          |
| 583 | 0-4    | 572         |       |       |       |       |          |

На даний час у Куп'янському районі проживає 28,4 тисячі осіб. З них:
- чоловіків — 12,9 тисячі;
- жінок — 15,5 тисячі.

Численність населення в районі:
- міського — 60,5 тис. ос.;(місто Куп'янськ не входить до складу Куп'янського району)
- сільського — 28,4 тис. ос.

Густота населення в районі дорівнює 22,18 чол./км².
Національний склад населення
- українців 25246 ос. — 88,9 %,
- абхазців 1 ос. — 0,003 %,
- аварців 1 ос. — 0,003 %,
- азербайджанців 11 — 0,04 %,
- білорусів 142 — 0,5 %,
- болгар 4 — 0, 01 %,
- вірменів 31 — 0,11 %,
- гагаузів 2 — 0,07 %,
- греків 5 — 0,02 %,
- грузинів 17 — 0,06 %,
- тангенсів 1 — 0,003 %,
- естонців 3 — 0,01 %,
- євреїв 5 — 0,02 %,
- казахів 5 — 0,02 %,
- кумиків 1 − 0,003 %,
- латишів 4 — 0,01 %,
- литовців 5 — 0,02 %,
- марійців 11 — 0,04 %,
- молдован 36 − 0,13 %,
- німців 26 — 0,093,
- осетинів 2 — 0,07 %,
- поляків 17 — 0,06 %,
- росіян 2701 — 9,51 %,
- румунів 3 — 0,01 %,
- сербів 1 — 0,003 %,
- таджиків 2 — 0,07 %,
- татар 15 — 0,053 %,
- туркменів 3 — 0,01 %,
- угорців 2 — 0,07 %,
- удмуртів 6 — 0,02 %,
- циган 42 — 0,15 %,
- чехів 2 — 0,007 %,
- чеченців 2 — 0,007 %,
- чувашів 9 — 0,003 %,
- інші національності 2 — 0,07 %,
- національність не визнана 19 — 0,07 %.

Загальне число пенсіонерів в Куп'янському районі — 9387 осіб, що становить 33 % від населення району.
Народжуваність в районі в 2004 році: 7,3 ос. на 1000 ос. населення. Смертність в 2004 році: 20,3 ос. на 1000 ос. населення.

## Соціальна сфера
В Куп'янському районі працюють 23 школи, які повністю забезпечені педагогічними кадрами. 12 загальноосвітніх шкіл мають сучасні комп'ютерні класи, решта — комп'ютери для управлінської діяльності. На сьогодні мають доступ до мережі Інтернет учні 11 шкіл району.
З метою створення умов для розвитку обдарованих дітей у 2004 році в районі здійснено реорганізацію Курилівської ЗОШ I-III ступенів у навчальний заклад нового типу — ліцей.
У 8 навчальних закладах району відкрито 11 профільних класів.
У районному будинку дитячої та юнацької творчості збільшено мережу гуртків з 39 (у 2004 році) до 45. Всього гуртковою роботою охоплено 655 дітей.
Лікувально-профілактичні заклади району: 3 сільських дільничних лікарні на 80 ліжок; 15 амбулаторій сімейного лікаря, при яких є 45 ліжок денного перебування хворих; 20 фельдшерсько—акушерських пунктів.
Культура завжди була важливим фактором духовного, інтелектуального, творчого розвитку жителів Куп'янського району. У цій галузі працюють 64 культурно—освітні заклади. В тому числі:
- 30 сільських Будинків культури та клубів;
- 30 сільських бібліотек;
- районний кіновідеоцентр.

В Куп'янському районі діє дитячо-юнацька спортивна школа, де на 5 відділеннях займається 460 учнів, і міжгосподарська ДЮСШ «Колос», де займається 312 учнів.
Крім того, в районі працюють секції: з настільного тенісу (на базі Куп'янського медичного коледжу, загальноосвітніх шкіл с. Пристін, с. Петрівка, с. Новоосинове, ВПУ), баскетболу (на базі ВПУ-27 та професійного ліцею № 34), шашок (на базі загальноосвітніх шкіл с. Пристін, с. Петрівка), шахів (на базі загальноосвітньої школи с. Глушківка і Курилівського ліцею), футболу (на базі загальноосвітніх шкіл с. Нечволодівка, с. Лісна Стінка, с. Глушківка, с. Грушівка).
В Куп'янському районі функціонують 20 спортивних залів (15 з них належить закладам освіти), 38 спортивних майданчиків (24 в закладах освіти) і 10 тирів (7 в закладах освіти).
На території району можна приймати передачі УТ-1, «Студії 1+1», «Інтера», «Нового каналу», а також Куп'янської ТРК. Населення с. Просянки, с. Моначинівки, Кіндращівки, Курилівки, мають можливість приймати сигнали російських телеканалів «Перший канал» і ТРК «Росія», які транслюються передавачами з м. Валуйки Білгородської області.

## Релігія
На території Куп'янського району діють 9 релігійних громад:
- Іоано-Богословська, Української православної церкви МП;
- Свято-Успенська, Української православної церкви МП;
- Петра і Павла, Української православної церкви МП;
- Свято-Духовінська, Української православної церкви МП;
- Свято-Георгіївська, Української православної церкви МП;
- Свято-Духівська парафія, Української автокефальної православної церкви;
- Парафія Різдва Пресвятої Богородиці с. Глушківка Харківської єпархії Православної Церкви України
- Євангельських християн-баптистів, р/о (молитовний будинок).

## Пам'ятки
У Куп'янському районі Харківської області на обліку перебуває 33 пам'ятки історії.

## Відомі люди
- Самойлович Микола Павлович — політичний і громадський діяч, оперний співак, бас.

На території Куп'янщини містяться 32 пам'ятки історії та 206 пам'яток археології. З Куп'янською землею пов'язане життя ряду видатних людей. У числі таких насамперед слід назвати відомого українського філософа, поета, музиканта, народного просвітителя Григорія Сковороду. Йому дуже подобалось приїздити до своїх знайомих — братів Сокальських, які мешкали в селі Гусинка. Саме на цей період припадають роки його найвищого творчого зльоту. Незабаром виповниться 230 років, як, за переказами, Григорій Сковорода посадив у селі Моначинівка дуб. Також у Моначинівці є музейна кімната, присвячена Г. Сковороді.
Інший видатний діяч української літератури Остап Вишня у пошуках нових тем для оповідань, гуморесок часто приїздив до свого знайомого лікаря І. К. Масловського у село Сенькове. Завзятий мисливець, яким був Остап Вишня, не міг не захоплюватись природою та тваринним світом Куп'янщини. З-під пера О.Вишні вийшло багато мисливських оповідань.
У світі відомо тільки дві людини, які змогли підкувати блоху. Один з них — Лівша, якого вигадав письменник Микола Лєсков, другий — Микола Сядристий, талановитий майстер мікромініатюри з села Колісниківка.
Неподалік від села Тарасівка Ягідненської сільської раді існує заказник, в якому зростають реліктові та лікарські рослини.
Село Соляниківка є малою батьківщиною Михайла Івановича Туган-Барановського — всесвітнього відомого вченого-економіста, Міністра першого уряду Української Народної Республіки.
У Кисловській школі знаходиться музей бойової і трудової слави. У 1943 році в будинку школи містився штаб 62-ї Армії командарма В. І. Чуйкова — славнозвісного героя Сталінградської битви. Саме у Кислівці воїнів застала звістка про перейменування 62-ї Армії у 8-му гвардійську.
Куп'янщина багата славними бойовими ділами земляків. Так у селі Біле народився Степан Іванович Шишкін. В роки Німецько-радянської війни він був нагороджений двома орденами Слави. 25 червня 1945 року Степан Шишкін брав участь у Параді Перемоги в складі особливого батальйону в 200 бійців. Під час Параду саме ці воїни кидали прапори й штандарти гітлерівського вермахту до підніжжя Мавзолею.
Ще один син Куп'янщини — Скрипник Михайло Семенович — за бойові подвиги удостоївся орденів Слави всіх трьох ступенів.
В роки Німецько-радянської війни на території Моначинівської сільської ради точилися жорстокі, кровопролитні бої. В одному з повітряних боїв радянський льотчик лейтенант Євген Жердій збив вогнем ворожий літак й потім таранив другий німецький винищувач. У тому бою лейтенант Є. М. Жердій загинув. Указом Президента Верховної Ради СРСР від 5 листопада 1942 року йому посмертно було присвоєне звання Героя Радянського Союзу. Похований відважний воїн у Моначинівці.
В Куп'янському районі також свято зберігається пам'ять про земляків Миколу Никифоровича Загаруйко і Миколу Мусійовича Лифаря, які в роки Другої Світової війни стали повними кавалерами ордена Слави.
У селі Моначинівка народився Алефіренко Сергій Олександрович — молодший сержант Збройних сил України, учасник війни на сході України.
У Куп'янську народився Загребельний Юрій Олександрович — підполковник (посмертно) Збройних сил України, учасник російсько-української війни.За особисту мужність і героїзм, виявлені у захисті державного суверенітету та територіальної цілісності України, вірність військовій присязі під час російсько-української війни, відзначений — нагороджений
15 березня 2015 року — орденом «За мужність» III ступеня (посмертно)
У Куп'янську-Вузловому народився Українцев Віталій Леонідович — старшина МВС України, командир взводу, батальйон патрульної служби міліції особливого призначення «Дніпро-1».
У Куп'янську народився Безщотний Юрій Володимирович — сержант Збройних сил України, учасник російсько-української війни.